# Nam Anh (vùng)
Miền Nam nước Anh hay Nam Anh (tiếng Anh: Southern England hay South of England), ám chỉ đại khái các hạt miền nam của Anh. Phạm vi của khu vực có thể được diễn giải khác nhau tuỳ theo bối cảnh, như địa lý, văn hoá, chính trị và kinh tế. Về địa lý, phạm vi Nam Anh có thể biến đổi từ một phần ba (có miền Trung) đến một nửa quốc gia khi giáp trực tiếp Bắc Anh. Miền Nam thường được cho là khu vực văn hoá chính của Anh, cùng với Midlands và Bắc Anh. Nhiều người nhìn nhận khu vực có một đặc tính riêng biệt so với phần còn lại của Anh, tuy nhiên không có tán thành phổ biến về đặc tính miền Nam. Vì mục đích thống kê, Nam Anh gồm có bốn vùng: South West England, South East England, Đại Luân Đôn và East of England. Tổng cộng, bốn vùng có tổng diện tích 62.042 km², dân số gần 28 triệu người vào năm 2011.

## Dân chúng
Người ta thường áp dụng thuật ngữ "miền Nam" một cách lỏng lẻo, mà không cần xem xét sâu hơn về các cá tính địa lý của Nam Anh. Điều này có thể gây ra sự nhầm lẫn về mức độ liên kết giữa các khu vực của nó. Như ở phần lớn vùng còn lại của nước Anh, người dân có khuynh hướng có mối quan hệ sâu sắc hơn với quận hạt hoặc thành phố của họ. Vì vậy, cư dân ở Essex không có nhiều liên kết với người dân ở Oxfordshire. Tương tự, có sự phân biệt lớn giữa người dân địa phương Nam-Tây và Đông-Nam.

## Phân chia
Trong hầu hết các định nghĩa, Nam Anh gồm các hạt ven hoặc gần eo biển Manche. Mặc dù có chấp thuận chung rằng các quận này là miền Nam, song các quận tạo thành West Country thỉnh thoảng được xem là riêng biệt với Nam Anh. Các quận nghi lễ hiện tại:
- Bristol
- Cornwall
- Devon
- Dorset
- Hampshire
- Isle of Wight
- Oxfordshire
- West Sussex
- East Sussex
- Kent
- Somerset
- Wiltshire
- Berkshire
- Gloucestershire
- Surrey
- Đại Luân Đôn
- Hertfordshire